# Nostalgia, Ultra
A Nostalgia, Ultra (stilizálva: nostalgia,ULTRA. vagy nostalgia/ultra) Frank Ocean debütáló mixtape-je, amely 2011. február 6-án jelent meg. Ocean a lemez elkészítésére a Katrina hurrikán inspirálta, miután az elpusztította New Orleans-i otthonát. Ezt követően költözött Los Angelesbe. Miután 2010-ben csatlakozott az Odd Future hiphop csoporthoz, független előadóként kiadta az első mixtape-jét. A Nostalgia, Ultra egy szokatlan R&B-esztétikával rendelkezik és több szürreális szöveg mellett nosztalgikus elemek is szerepelnek rajta. A dalok témája főként személyek közötti kapcsolatokra, önelemzésre és szociális problémákra fókuszál. Kiadása után a mixtape pozitív reakciókat váltott ki zenekritikusokból. Az albumborítón egy narancssárga BMW E30 M3 szerepel, amely Ocean álomautója.
2011 májusában a Def Jam bejelentette, hogy az albumot ki fogja adni középlemezként 2011. július 26-án. Ezt a kiadás hónapjában elhalasztották, azóta pedig lemondták. A lemondott középlemez verzióról két kislemez jelent meg, a Novacane és a Swim Good. Mindkét dalhoz készült videóklip is, amelyet Nabil Elderkin rendezett. A lemez népszerűsítéséért turnézni kezdett Észak-Amerikában és Európában. Ezek mellett 2012-ben fellépett a Coachella Fesztiválon.
A mixtape több zenei magazin év végi listáján is szerepelt. Kanye West kedvelte az albumot, amelynek következtében Ocean közreműködött a Watch the Throne nagylemezen. Ezt követően pedig közreműködött Beyoncével és Jay-Z-vel is. A kiadását követően egy kultusz alakult ki a mixtape körül. 2012-ben adta ki Ocean nagyon sikeres debütáló albumát, a Channel Orange-et.

## Háttér
Frank Ocean Long Beach-en (Kalifornia) született, majd családja tíz éves korában családja New Orleansbe (Louisiana) költözött. Fiatal korában eldöntötte, hogy zenész lesz és tizenévesként a szomszédság kórusában énekelt, hogy stúdiót tudjon bérelni. Miután a Katrina hurrikán megérkezett New Orleans-be, Ocean Los Angelesbe költözött, hogy zenész legyen. Több munkahelyéről is kirúgták, mert túl sok időt töltött a stúdióban és emiatt sokat késett. Elkezdett dalokat írni és azt eladta más előadóknak. Az elsőt 19 évesen adta Noel Gourdinnak.
Ahogy telt az idő sikeres előadóknak is elkezdett dalokat írni, mint Brandy, John Legend és Justin Bieber, akik alatt sokkal több pénzt tudott keresni. 2009-ben találkozott Tricky Stewart producerrel, aki segített neki leszerződni a Def Jam Recordings kiadóval előadóként. Az első időszakban nehezen tudott kiépíteni egy jó kapcsolatot a céggel. Tüntetőleg csatlakozott az Odd Future hiphop csoporthoz, amelynek tagjai voltak olyan előadók, mint Tyler, The Creator és Hodgy Beats. Debütáló dala a SteamRoller volt a Domo Genesis Rolling Papers című albumán. A Rolling Stone szerzője, Jonah Weiner méltatta Ocean munkásságát ebben az időszakban. A Nostalgia, Ultra Ocean Tumblr fiókján jelent meg, ingyen.

## Zene és szöveg
A mixtape feldolgoz dalokat a Coldplay, az MGMT és az Eagles együttesektől, amelyeken Ocean énekel. Ocean önkényesen bluegrass és death metal albumnak nevezte az iTuneson. Ocean a munkálatok a szeretet munkájának nevezte „Nehéz volt elkészíteni. Nem a dalszerzés vagy a hangszerelés. Annak is volt egy nehézségi szintje. De csak összerakni a darabokat, hogy egy olyan szinten, olyan minőségi legyen, mint amilyet csinálni akartam... Egy olyan folyamat volt, amelyet nagyon értékeltem.”
Mikor a The Quietus megkérdezte, hogy a dalszövegek saját tapasztalatairól írnak-e, a következőt nyilatkozta: „A konyhám általában tiszta, tudod. De a képekkel szórakozhatsz egy kicsit, és nekem az egész olyan volt, hogy az egész koncepciónak ilyen... Például senki nem lesz mérges egy rendezőre, ha a filmje nem az életéről szól. Emberek azt gondolják, hogy egy előadónak minden szarnak egy kibaszott lépésről lépésre való végigkövetésnek kell lennie az életéről, de nem az. Ezek mindössze képek és egy kis szatíra.” Mikor megkérdezték, hogy R&B zenét csinál-e, azt válaszolta, hogy „Vannak R&B befolyások a dalokon, de nem teljesen egy R&B album.”

## Kritikák
A Nostalgia, Ultrat széles körben méltatták a zenekritikusok. A Metacritic, amely 100-ból ad egy értékelést az albumoknak, 83 pontot adott az albumnak, kilenc kritika alapján. Andy Kellman (AllMusic) pedig úgy érezte, hogy Ocean egyedülállósága a „vágyakozó, gyakran félrevonuló perspektívája és zsibbadt, visszafogott stílusa”-ban mutatkozik meg. Steven Hyden (The A.V. Club) a mixtape-et „sötét, játékos, egy kicsit ízléstelen és abszolút figyelemre méltó.” Sean Fennessey (The Village Voice) Oceant egy intuitív R&B stilisztának nevezte, aki „egy határozott érzékkel rendelkezik a dalstruktúráról.” Rudy K. (SputnikMusic) pedig úgy érzete, hogy a mixtape egy Odd Future tagtól „annyira friss, annyira igazi” és, hogy „Oceannel soha nem hangzik megtervezettnek.”

## Számlista
| 1.    | Street Fighter                                       |                                                                           | 0:23 |
| 2.    | Strawberry Swing                                     | Christopher Breaux Guy Berryman Jonny Buckland Will Champion Chris Martin | 3:55 |
| 3.    | Novacane                                             | Breaux Christopher Stewart Monte Neuble                                   | 5:03 |
| 4.    | We All Try                                           | Breaux Happy Perez                                                        | 2:52 |
| 5.    | Bitches Talkin’ (Metal Gear Solid)                   | Thom Yorke Jonny Greenwood Colin Greenwood Ed O'Brien Philip Selway       | 0:22 |
| 6.    | Songs For Women                                      | Breaux Perez                                                              | 4:13 |
| 7.    | Lovecrimes                                           | Breaux Antwoine Collins                                                   | 4:00 |
| 8.    | Goldeneye                                            |                                                                           | 0:18 |
| 9.    | There Will Be Tears                                  | Breaux                                                                    | 3:15 |
| 10.   | Swim Good                                            | Breaux                                                                    | 4:17 |
| 11.   | Dust                                                 | Breaux Bei Maejor Collins                                                 | 2:34 |
| 12.   | American Wedding (James Fauntleroy közreműködésével) | Breaux Glenn Frey Don Henley Don Felder                                   | 7:01 |
| 13.   | Soul Calibur                                         |                                                                           | 0:18 |
| 14.   | Nature Feels                                         | Breaux                                                                    | 3:43 |
| 42:06 |                                                      |                                                                           |      |

Feldolgozott dalok
- Együttesek: a Coldplay, az MGMT, az Eagles és a Radiohead.
- Strawberry Swing: Coldplay feldolgozás.
- Bitches Talkin’: Optimistic, eredetileg Radiohead.
- Nature Feel: MGMT.
- American Wedding: Hotel California, eredetileg: Eagles.[15]

## Tervezett középlemez
2011. május 19-én Ocean kiadója, a Def Jam bejelentette, hogy középlemezként ki fogják adni a Nostalgia, Ultrat. Ocean elmondta, hogy a lemezen hét dal fog szerepelni és a címe Nostalgia, Lite lesz. Az EP 2011. július 26-án jelent volna meg, de két nappal előtte Ocean Tumblr oldalán megírta, hogy a projektet elvetették. Mind a Swim Good és a Novacane is szerepelt volna a kiadáson. Mikor arról beszélt, hogy melyik másik dalok szerepelnek rajta, Ocean a következőt mondta: „Az Eagles hangminta az American Weddingen nincs az az isten, hogy jóvá lesz hagyva.” „A Coldplay minta a Strawberry Swingen, talán. Talánt hallok azoktól az emberektől, akik azt mondják, tudják. MGMT, azok a srácok jó fejnek tűnnek. Azt hallottam, hogy hallották a Nature Feels dalt és nagyon tetszett nekik, szóval remélhetőleg az mehet valamilyen formában.” A középlemezen szerepelt volna az Acura Integurl, amely szerepelt a hivatalosan nem megjelent The Lonny Breaux Collectionön és a Whip Appeal, amely 2012-ben jelent meg. 2012-ben Ocean azt írta blogján, hogy „A Nostalgia Lite soha nem fog megjelenni.”

## Befolyása
A Nostalgia, Ultra megjelenése előtt Ocean ismeretlen volt előadóként, aki bevételének nagy részét szellemíróként kereste. Mindössze hat hónap alatt egy fontos szereplő lett a zeneiparban énekesként. A mixtape megjelenése után több rap előadó is elkezdett érdeklődni Ocean iránt, mint Kanye West, aki nagy rajongója volt. West meghívta az énekest, hogy dalszerző legyen és énekeljen a Watch the Throne albumon, Jay-Z-vel. Ocean írta a No Church in the Wild és a Made in America dalokat és énekelt is rajtuk. Beyoncé Jay-Z-n keresztül ismerte meg a mixtape-et, amelynek következtében meghívta Oceant a 4 albumra, amelyen végül az I Miss You dalon szerepelt. „Jay-Z játszott egy CD-t egy vasárnap az autójában, mikor Brooklynba mentünk. Felfigyeltem a tónusára, a hangszerelésre és a történetmesélésére. Azonnal kapcsolatba léptem vele—szó szerint másnap reggel. Megkértem, hogy repüljön New Yorkba és dolgozzon a lemezemen” mondta az énekesnő.
West felajánlotta Oceannek, hogy szerepelne a debütáló albumán de az elutasította, a következőt monda: „amennyire szeretnék veled dolgozni... Ezt most nélküled szeretném csinálni. Egyedül szeretném csinálni.” Nas, amerikai rapper szintén rajongója volt a mixtape-nek „Új, friss. Nem hangzik bizonytalannak. Abban a pillanatban, hogy meghallod — hallod, amit mondani akar és tudok viszonyulni hozzá.” A rapper Twitteren elmondta, hogy együtt dolgoznak egy dalon a tizedik stúdióalbumára, bár az soha nem került fel a lemezre. Lupe Fiasco is kedvelte az albumot.
Ocean gyorsan az Odd Future énekese lett, énekelt a BlackenedWhite, a Goblin és a The Odd Future Tape Vol. 2 albumokon is. Ocean turnézott a csoporttal többször is, gyakran fellépve velük. 2012. január 5-én a BBC bejelentette, hogy az énekes második lett a Sound of 2012 szavazásukon. Az MTV „kultuszlemez”-nek nevezte a mixtape-et. 2012. augusztus 2-án a Swim Good videóklipjét jelölték az MTV Video Music Awards Legjobb rendezés és Legjobb férfi videó kategóriáiban. Illetve Oceant jelölték a Legjobb új előadó kategóriában a videón végzett munkájáért.

## Díjak
Az alábbi listán azon díjak és jelölések szerepelnek, amelyeket közvetlenül vagy közvetetten a mixtape miatt kapott az előadó.
| Év   | Díjátadó               | Kategória                        | Jelölt/Munka            | Eredmény | For.   |
| ---- | ---------------------- | -------------------------------- | ----------------------- | -------- | ------ |
| 2011 | BET Hip Hop Awards     | Legjobb mixtape                  | Nostalgia, Ultra        | Jelölve  | [ 32 ] |
| 2011 | HipHopDX Awards        | Legjobb nem-hiphop album         | Nostalgia, Ultra        | Elnyerte | [ 33 ] |
| 2012 | Grammis                | Az év nemzetközi albuma          | Nostalgia, Ultra        | Jelölve  | [ 34 ] |
| 2012 | MTV Video Music Awards | Legjobb rendezés                 | Swim Good               | Jelölve  | [ 31 ] |
| 2012 | MTV Video Music Awards | Legjobb férfi videó              | Swim Good               | Jelölve  | [ 31 ] |
| 2012 | MTV Video Music Awards | Legjobb új előadó                | Swim Good (Frank Ocean) | Jelölve  | [ 31 ] |
| 2012 | UK Music Video Awards  | Legjobb urban videó – Nemzetközi | Novacane                | Elnyerte | [ 35 ] |